# Энциклопедия музыкального театра
Энциклопедия музыкального театра (нем. Pipers Enzyklopädie des Musiktheaters – одна из крупнейших в мире музыкально-театральных энциклопедий (6 алфавитных томов и указатель), под общей редакцией Карла Дальхауза при содействии Института музыкального театра Байрейтского университета. Опубликована в Германии издательством Piper Verlag в 1986-1997 гг.

## Справка
Словник энциклопедии составляют статьи о композиторах – авторах опер, балетов, оперетт и мюзиклов (была также запланирована терминологическая часть, т. н. Sachteil, но она так и не была опубликована), изданные в 6 алфавитных томах. Помимо биографии внутри каждой статьи размещён алфавитный указатель музыкально-театральных произведений автора. Внутри описания конкретного артефакта (всего таких описаний около 2400) — перечень действующих лиц, краткое содержание, данные о первой и важнейших последующих постановках, научный комментарий о стилевой и композиционной специфике артефакта. Статью завершает библиографический список. Сведений о дискографии (LP, CD) в статьях нет.
Седьмой том образует указатель (Registerband). Сетевой версии Энциклопедии музыкального театра, а также электронной версии (на CD-ROMе) не существует (информация по состоянию на июнь 2020).

## Состав энциклопедии
1. Abbatini – Donizetti. München und Zürich, 1986. ISBN 3-492-02411-4; XXII, 776 S.
2. Donizetti – Henze. München und Zürich, 1987. ISBN 3-492-02412-2; XVIII, 796 S.
3. Henze – Massine. München und Zürich, 1989. ISBN 3-492-02413-0; XVIII, 796 S.
4. Massine – Piccinni. München und Zürich, 1991. ISBN 3-492-02414-9; XX, 794 S.
5. Piccinni – Spontini. München und Zürich, 1994. ISBN 3-492-02415-7; XVIII, 796 S.
6. Spontini – Zumsteeg. München und Zürich, 1997. ISBN 3-492-02421-1; XX, 826 S.
7. Register, hrsg. v. Uwe Steffen. München und Zürich, 1997. ISBN 3-492-03972-3; 793 S.